# Тольяттинская городская дума
Тольяттинская городская дума (ТГД) — представительный орган городского округа Тольятти. Образован с 1994 года, Обладает правами юридического лица. Депутаты думы избираются на муниципальных выборах на основе всеобщего равного и прямого избирательного права при тайном голосовании сроком на 5 (пять) лет. 2009-2023 годах формировалась по смешанной системе. С 2023 года формируется по мажоритарной системе.

## История
Дума как орган городского самоуправления впервые появилась в городе в 1846 году, когда было принято городовое положение, а также положение об общественном управлении, регламентирующие организацию жизнедеятельности на городской территории.
Ставропольская городская дума ведала вопросами санитарного состояния, торгового обслуживания, здравоохранения, образования, транспорта, благоустройства, управления и распоряжения городским имуществом и многими другими вопросами.
В феврале 1917 г. ставропольские органы местного управления сложили свои полномочия. Был образован ряд комитетов и земств: комитет народной власти, комитет содействия Учредительному собранию, комитет защиты общественной безопасности, земство и т. д. В январе 1918 года был создан «Совет крестьянских депутатов», а в феврале того же года — Совет рабочих депутатов. В марте того же года эти структуры были преобразованы в уездный совет солдатских, рабочих и крестьянских депутатов. С 1934 года был реорганизован в Совет народных депутатов.
Совет должен был стать представительным органом государственной власти. Но на практике действовали только исполкомы.

### Реформа
В 1990 году было принято решение о создании Тольяттинского городского совета, который был избран в марте 1990 года, председатель И. Г. Антонов. Тольяттинским горсоветом была учреждена газета «Площадь Свободы» которая являлась печатным изданием городского совета. После реформы газета была приватизирована. В ноябре 1991 годы был создан Малый совет, принимающий основные решения. В полном составе Совет собирался раз в год исключительно по вопросам утверждения бюджета.
На основании указа президента РФ «О реформе представительных органов власти и органов местного самоуправления в Российской Федерации» от 9 октября 1993 года и указа президента РФ «О реформе местного самоуправления в Российской Федерации» от 26 октября 1993 года Советы народных депутатов были упразднены. Малый совет Тольяттинского городского совета прекратил своё существование к ноябрю 1994 года
27 марта 1994 года были проведены первые выборы в Тольяттинскую городскую думу, председатель А. Н. Дроботов.
На телекомпании ЛАДА ТВ выходила еженедельная авторская аналитическая программа главного редактора Сергея Логинова «Думский Вестник», рассказывающая о работе городской Думы.
В 1994—2009 годах, состав думы включал в себя только 17 депутатов, избранных по избирательным (одномандатным) округам.
в 2009 году, состав думы был увеличен до 35 депутатов. В 2009—2003 годах выборы проводились с применением смешанной избирательной системы с закрытыми партийными списками кандидатов, из которых:
17 депутатов — избирались по одномандатным округам, образуемым в соответствии с федеральными законами и законом Самарской области,
18 депутатов — по партийному списку (единому избирательному округу), который включал в себя всю территорию городского округа, пропорционально числу голосов, поданных за списки кандидатов в депутаты, выдвинутых избирательными объединениями.
Заседание думы считается правомочным, если на нём присутствует не менее 2/3 от избранного состава депутатов. Заседания проводятся в историческом здании тольяттинского горкома КПСС, являющемся памятником архитектуры Тольятти.
Наряду с основными парламентскими партиями Единой России, КПРФ, ЛДПР и Справедливой России. В думе шестого созыва находилась партия Гражданская платформа, в думе третьего, четвёртого и пятого созыва находилась депутатская группа ОД «Декабрь» С. И. Андреева представляя в думе Союз правых сил и Правое дело.
В 2023 году по итогу единого дня голосования 10 сентября с применением новой мажоритарной избирательной системы с отменой партийных списков, партия «Единая Россия» получила 33 мандата трое из которых члены партии, были самовыдвиженцами. «КПРФ» 1 мандат, «ЛДПР» 1 мандат.

### Парламентский кризис
В 2018 году по результатам единого дня голосования КПРФ, получило большинство 17 мест из 35, однако проигравшая Единая Россия перед заседанием нового созыва, внеочередным заседанием старого шестого созыва изменила регламент городской думы чтобы не дать коммунистам взять контроль. Были внесены изменения, введен избираемый наравне с Председателем думы, пост Первого заместителя председателя. До этого Председатель избирался простым большинством. Автором проекта выступил либерал Борислав Гринблат. Новый седьмой состав депутатов коммунистов штурмовал вход думы, но на заседание допущен не был. Ранее коммунисты обращались в прокуратуру о насильственном удерживании власти со стороны Единой России и в суд требуя признать незаконным действия старого шестого созыва.
18 октября 2018 на третьем заседании городской думы, КПРФ сдала пост председателя думы Единой России, избрав Николая Остудина и утвердив пять его заместителей. До этого было два заместителя.
11 декабря 2018 году фракция КПРФ в городской думе поддержала индексацию, увеличив зарплату Главы города, за три года втрое, которая в 2019 году составила 348,5 тыс. рублей в месяц и 4 млн 183 тыс. рублей в год. 17 апреля 2019 года по инициативе ЛДПР на голосовании городской думы было предложено снизить зарплату главы города, Единая Россия проголосовала против, КПРФ и Справедливая Россия воздержались.
В 2022 году за год до окончания срока полномочий, КПРФ покинуло 8 из 17 депутатов избранных от партии.

## Общественная палата
1 состав (2016—2020 гг.)
17 февраля 2016 принято Положение № 974 «Об общественной палате городского округа Тольятти», созданная в целях «общественного контроля» во исполнения Федерального закона от 21.07.2014 № 212-ФЗ «Об основах общественного контроля в Российской Федерации». Общее количество 30 членов, срок полномочий 4 года. Одна и вторая треть назначается мэром и думой, другая треть отбирается членами общественной палаты, назначенными мэром и думой из кандидатов от НКО. Председателем Общественной палаты является Виталий Гройсман, заместителями Виталий Вильчик и В. Гусев. — личный приём граждан не проводят. В 2020 году действующий состав общественной палаты переизбран на второй срок в полном составе.

## Контрольно-счетная палата
Контрольно-счетная палата г.о. Тольятти (КСП) — является постоянно действующим органом внешнего муниципального финансового контроля, образуется Думой городского округа Тольятти. Действует на основании Положения «О контрольно-счётной палаты г.о. Тольятти» от 22.01.2014 г. № 169. Председатель и заместитель назначается Председателем Думы, а также по представлению депутатов и главы города. Инспектор контрольно-счётной палаты имеет право беспрепятственно входить на территорию и в помещения, занимаемые объектами контроля, имеет доступ к их документам и материалам, а также осматривать занимаемые ими территории и помещения, опечатывать помещения и кассы.
Статья 8 Палата осуществляет контроль за исполнением бюджета городского округа Тольятти, проводит аудит, экспертизу проектов муниципальных правовых актов, осуществляет контроль за управлением и распоряжением муниципального имуществом, осуществляет оценку эффективности предоставления налоговых и иных льгот и преимуществ, бюджетных кредитов за счёт средств бюджета, а также оценка законности предоставления муниципальных гарантий и поручительств или обеспечения исполнения обязательств другими способами по сделкам, совершаемым юридическими лицами и индивидуальными предпринимателями за счёт средств бюджета и имущества, находящегося в муниципальной собственности
В 2022 году контрольно-счетная палата обрела статус юридического лица, а также ряд новых полномочий. Такое решение было связано с изменением правового регулирования органов муниципального финансового контроля. В частности, с 1 июля 2021 года вступили соответствующие поправки в федеральный закон «О государственном контроле (надзоре) и муниципальном контроле в Российской Федерации», с 30 сентября 2021 – в федеральный закон «Об общих принципах организации и деятельности контрольно-счетных органов субъектов Российской Федерации и муниципальных образований».  

## Полномочия думы

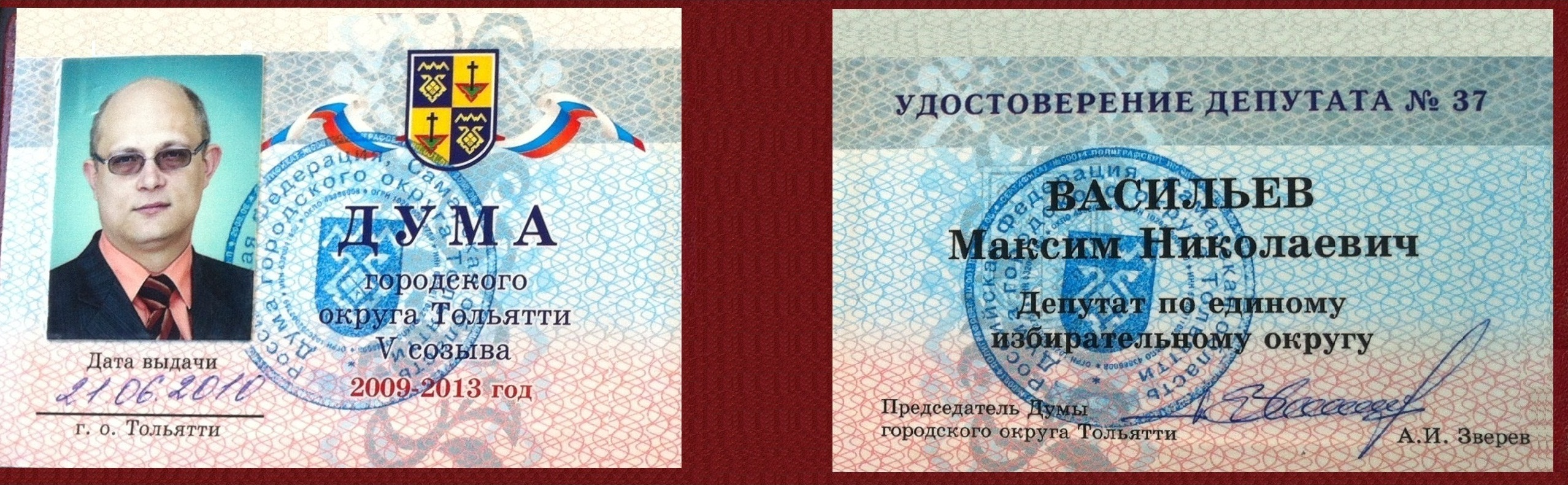
Удостоверение Депутата Тольяттинской городской думы 5-го созыва.

Дума и депутаты, осуществляют свои полномочия в соответствии с требованием статьи 25 и 28 Устава городского округа Тольятти от 30.05.2005 № 155 и Закона Самарской области от 10.07.2008 № 67-ГД «О гарантиях осуществления полномочий депутата, члена выборного органа местного самоуправления, выборного должностного лица местного самоуправления в Самарской области».
В 2018 году Дума Тольятти отказалась рассмотреть коллективное обращение жителей Ставропольского района, об изменении границ города Тольятти путем присоединения территорий Приморский, Подстёпки, Ягодное и Тимофеевка находящихся вблизи города. Заявителям было отказано без обсуждения и приглашения. Новый седьмой созыв, также отказался от рассмотрения.
На 2019 год ежемесячная зарплата Председателя Думы Тольятти составила в среднем 190,6 тысяч рублей и 2 млн 288 тысяч рублей в год. Выплаты депутатам на постоянной основе городской думы заложено 1 млн 506 тысяч рублей.
11 декабря 2018 года Дума Тольятти, в результате индексации, увеличила зарплату Главы городского округа Тольятти, за три года втрое, которая в 2019 году составила 348,5 тыс. рублей в месяц и 4 млн 183 тыс. рублей в год. Индексацию поддержала фракция КПРФ
В 2019 году Дума Тольятти приобрела 4 новых легковых автомобиля.
С января 2019 года в сети Интернет ведется онлайн-трансляция всех заседаний профильных комиссий. Тольяттинцы могут следить за тем, как работают депутаты, нажав на кнопку «Заседание ПК онлайн» на главной странице официального сайта Думы г.о. Тольятти.

### Исключительная компетенция думы
1. назначение Главы городского округа Тольятти (с 2017 года);
2. принятие Устава городского округа и внесение в него изменений и дополнений;
3. утверждение бюджета городского округа и отчета об его исполнении;
4. установление, изменение и отмена местных налогов и сборов;
5. принятие планов и программ развития городского округа, утверждение отчетов об их исполнении;
6. определение порядка управления и распоряжения имуществом, находящимся в муниципальной собственности;
7. определение порядка принятия решений о создании, реорганизации и ликвидации муниципальных предприятий и учреждений, а также об установлении тарифов на их услуги;

### Иные полномочия думы
1. установление официальных символов городского округа и порядка их использования, учреждение наград и званий городского округа;
2. инициирование проведения местного референдума совместно с мэром;
3. назначение муниципальных выборов;
4. формирование избирательной комиссии городского округа;
5. утверждение генерального плана городского округа и утверждение правил землепользования и застройки;
6. инициирование проведения публичных слушаний, опросов;
7. толкование Устава городского округа и нормативных правовых актов, принятых думой;
8. установление надбавок к тарифам для потребителей товаров и услуг организаций коммунального комплекса;
9. принятие правил, регулирующих приватизацию муниципального имущества, в соответствии с федеральными законами;
10. контроль за исполнением муниципальных закупок на поставку товаров;
11. определение порядка предоставления жилых помещений муниципального специализированного жилищного фонда;
12. контроль за исполнением бюджета городского округа;
13. установление стандартов нормативной площади жилого помещения, стоимости жилищно-коммунальных услуг;
14. принятие решение о создании межмуниципальных организаций в форме Обществ с ограниченной ответственностью, Акционерных обществ, Автономных некоммерческих организаций.[22][23]

## Руководство
| Председатели Тольяттинской городской думы - Рузанов Сергей Юрьевич с 22 сентября 2023 года - Остудин Николай Иванович — с 2018 по 2023 года - Микель Дмитрий Борисович — с 2013 по 2018 года - Денисов Александр Васильевич — с 2012 по 2013 года - Зверев Алексей Иванович — с 2010 по 2012 года - Пахоменко Алексей Владимирович — с 2009 по 2010 года - Дроботов Александр Николаевич — с 1994 по 2009 года | Председатели горисполкома Тольяттинского совета народных депутатов - Антонов, Игорь Германович — с 1990 по 1993 года - Микель, Борис Мирославович — с 1989 по 1992 года - Фадеев, Юрий Петрович — с 1988 по 1989 года - Дубцов, Анатолий Дмитриевич — с 1982 по 1988 года - Туркин, Сергей Иванович — с 1972 по 1982 года |